# Joe Rahon
Joe Rahon (San Diego (California), 1 de octubre de 1993) es un baloncestista estadounidense que actualmente se encuentra sin equipo. Con 1,88 metros de estatura, juega en la posición de base. 

## Trayectoria deportiva

### Universidad
Comenzó su andadura universitaria en el Boston College Eagles , donde jugó dos temporadas de 2012 a 2014 y otras dos temporadas en los Saint Mary's Gaels de 2015 a 2017. Tras no ser elegido en el Draft de la NBA de 2017, disputó la NBA Summer League con Golden State Warriors, con los que en tres partidos promedió 1,67 puntos.
En julio de 2018 firmó su primer contrato profesional con el equipo belga del Limburg United.
En la temporada siguiente, firma con el equipo alemán del Basketball Lowen Braunschweig de la Basketball Bundesliga.